# Ola de terror en Israel (2022)
La ola de terrorismo de 2022 es una serie de ataques mortales terroristas —comenzando con el ataque combinado en Be'er Sheva, seguido por el ataque con disparos en Hadera y el ataque con disparos en Bnei Brak— que tuvieron lugar entre el 22 al 29 de marzo de 2022, en los que once israelíes fueron asesinados y otros nueve resultaron heridos. 
El ataque en Hadera tuvo lugar en paralelo con la cumbre del Negev. Los ataques en Be'er Sheva y Hadera fueron llevados a cabo por árabes israelíes, mientras que el ataque en Bnei Brak fue realizado por un palestino de la aldea de Ya'bad.

## ¿Actividad individual o terrorismo organizado?
Hasta la fecha, ninguna fuente de seguridad ha dictaminado que se trata de una ola organizada de terrorismo organizado, aunque el primer ministro israelí, Naftali Bennett, ha declarado que "Israel se enfrenta a una ola asesina de terrorismo árabe" y que el Estado de Israel combatirá el terrorismo con mano dura.
Como parte del despliegue de seguridad en el Estado de Israel durante períodos políticamente sensibles, como el Ramadán, el nivel de preparación en los centros de fricción aumenta durante el mes y en el período cercano al mismo. Al mismo tiempo, luego de los eventos, el establecimiento de defensa aumentó su alerta a un nivel que, según se afirmó, "no tenía precedentes desde la Operación Guardián de las Murallas".

## Secuencia de eventos significativos

### Ataques de palestinos y árabes israelíes
- El ataque combinado en Be'er Sheva fue un ataque de apuñalamientos y atropellamientos llevados a cabo por un residente árabe-israelí de Hura el 22 de marzo en tres etapas en Be'er Sheva. Cuatro israelíes murieron en el ataque. El terrorista fue neutralizado a tiros por civiles armados. Este es el mayor ataque en Israel en términos de número de personas muertas desde el atentado con coche bomba en el paseo Armon Hanatziv en 2017.
- El ataque a tiros en Hadera, llevado a cabo por dos terroristas árabe-israelíes el 27 de marzo en la calle Herbert Samuel en Hadera. Dos agentes de la policía fronteriza murieron en el ataque y cinco israelíes resultaron heridos.[1] Los dos terroristas fueron baleados a tiros en el acto.
- El ataque con disparos en Bnei Brak fue un ataque con disparos llevado a cabo por un terrorista palestino el 29 de marzo. En el atentado murieron cuatro vecinos y un policía que intentaba neutralizar al terrorista. El terrorista fue abatido a tiros por otro oficial de policía. El ataque fue el ataque más mortífero en Israel desde el ataque a la sinagoga Bnei Torah en 2014.
- El ataque a puñaladas en el autobús Egged (31 de marzo) fue un apuñalamiento llevado a cabo por un terrorista contra un ciudadano israelí de Belén, después de que abordarlo en el cruce de Eleazar. Un civil resultó gravemente herido en el ataque. El terrorista fue neutralizado a tiros por un civil que estaba en el autobús que portaba un arma personal.[2]
- El Atentado terrorista en Tel Aviv fue un ataque a tiros en varias etapas[3] llevado a cabo el 7 de abril en la calle Dizengoff en Tel Aviv. Tres personas fueron asesinadas en el ataque y otros 14 civiles resultaron heridos con lesiones de diversa gravedad.[4] El terrorista, un palestino residente en Yenín, fue eliminado durante la madrugada (al día siguiente del ataque) por los combatientes de la unidad operativa Shin Bet en Yafo, cerca de la mezquita desde donde salió a realizar la matanza.[5]

## Secuelas
La policía ha elevado la alerta al más alto nivel; esto se suma al aumento de la preparación para la seguridad en el Estado de Israel durante el período previo a la fiesta del ramadán. El primer ministro Naftalí Bennett anunció que el establecimiento de la seguridad tenía como intención la de designar una brigada de la policía de fronteras, e incluso pidió a los ciudadanos israelíes con licencias de armas que las llevaran encima. A raíz de los acontecimientos, el gabinete decidió que se llevaría a cabo una demolición rápida de las casas de los terroristas, se revocarían los permisos de trabajo a los familiares de los terroristas y se llevaría a cabo la reconstrucción de la barrera antiterrorista.

### Protesta de los judíos contra el terrorismo y la política del gobierno
Tras el ataque en Be'er Sheva, se llevaron a cabo una serie de protestas espontáneas y organizadas en protesta por el deterioro de la inestable situación de seguridad y la sensación de inseguridad de los ciudadanos. Ciudadanos y miembros de la Kneset criticaron la conducta del gobierno y sus políticas, incluida la reducción de las armas en poder de los ciudadanos judíos.